# Черепаніха (Тотемський район)
Черепані́ха (рос. Черепаниха) — присілок у складі Тотемського району Вологодської області, Росія. Входить до складу Погоріловського сільського поселення.

## Населення
Населення — 20 осіб (2010; 33 у 2002).
Національний склад (станом на 2002 рік):
- росіяни — 97 %